# Хякім
Хякім (туркм. häkim от араб. حاكم — «керівник, правитель, суддя») — керівник велаяту в Туркменістані, аналог губернатора. Хякімами іменуються також керівники етрапів (районів) і мери туркменських міст.
Назву посади прийнято на початку 90-х років.
Хякіми велаятів, міст республіканського значення та столиці призначаються на посаду президентом. Президент має право на свій розсуд звільняти хякімів з посад.

## Полсиання
- Туркменистан. «Евразия»-информационный аналитический центр. Архів оригіналу за 4 грудня 2008. {{cite web}}: Недійсний |deadlink=1 (довідка)